# Happencourt
Happencourt es una comuna francesa situada en el departamento de Aisne, de la región de Alta Francia.

## Geografía
Está ubicada a orillas del río Somme, a 10 km al suroeste de San Quintín.

## Demografía
| 161 | 201 | 183 | 143 | 167 | 162 | 160 | 139 |
| Para los censos de 1962 a 1999 la población legal corresponde a la población sin duplicidades (Fuente: INSEE [Consultar]) |     |     |     |     |     |     |     |